# USS LST-199
O USS LST-199 foi um navio de guerra norte-americano da classe LST que operou durante a Segunda Guerra Mundial.
O navio foi descomissionado no dia 19 de março de 1943 ao ser transferido para a Marinha Real Britânica, onde recebeu a denominação de HM LST-199.